# Ліцей з посиленою військово-фізичною підготовкою «Патріот»
Ліцей з посиленою військово-фізичною підготовкою «Патріот» — середній навчальний заклад, ліцей з посиленою військово-фізичною підготовкою у Харківській області, смт Есхар.
Розташування: 63524, Харківська обл., Чугуївський р-н, смт Есхар, вул. Горького, буд. 13.

## Історія
Ліцей з посиленою військово-фізичною підготовкою «ПАТРІОТ» Харківської обласної ради – навчальний заклад Харківської області, у якому здобуття повної загальної середньої освіти поєднується із отриманням поглибленої військової та фізичної підготовки, формуванням умінь та навичок, необхідних для подальшого успішного навчання у вищих військових навчальних закладах єдиної системи військової освіти. 
Можливість навчатися у такому закладі діти отримали завдяки ініціативі Харківського Суворівського клубу, який у 1999 році звернувся з відкритим листом до Міністра оборони України з проханням створити військовий ліцей у місті Харкові.
У 2000 році за рішенням Міністра оборони України при Харківському військовому університеті був створений ліцей з посиленою військово-фізичною підготовкою.
Розпорядженням Голови Харківської обласної державної адміністрації від 06.07.2001 на виконання розпорядження Президента України від 11.05.1999 р. "Про розширення мережі ліцеїв з посиленою військово-фізичною підготовкою" було підтверджено існування Харківського обласного ліцею з посиленою військово-фізичною підготовкою при Харківському військовому університеті.
З вересня 2003 року заклад почав працювати як Харківський ліцей з посиленою військово-фізичною підготовкою Харківської обласної ради. В такому форматі ліцей працював до 4 листопада 2013 року. За цей час ліцей зарекомендував себе як заклад, виконувач програму за призначенням. Порядку 85% випускників ліцею продовжувало навчання у навчальних закладах  системи освіти Міністерства оборони України. У зв’язку зі створенням у Харкові Державної гімназії-інтернату з посиленою військово-фізичною підготовкою «Кадетський корпус», ліцей був ліквідований 4 листопада 2013 року.
Але підвищений попит до закладів з військово-спортивним профілем навчання, та суспільно-політична ситуація, що склалася в Україні, яка вимагає нових підходів до здійснення патріотичного виховання молоді, сприяли створенню на базі Комунального закладу «Есхарівська спеціалізована школа-інтернат «Козацький ліцей»» Харківської обласної ради нового навчального закладу - «Юнкерського училища» . Це відбулося 27 січня 2014 року.
Харківська спеціалізована школа-інтернат ІІІ ступеня «Юнкерське училище» Харківської обласної ради працевлаштувала частину співробітників Харківського ліцею з посиленою військово-фізичною підготовкою Харківської обласної ради, тим самим була відновлена система роботи ліцею під керівництвом начальника ліцею, який і очолив «Юнкерське училище».
На початку 2015 року, за підтримкою Міністерства Оборони України, було порушено клопотання про перейменування Комунального закладу «Харківська спеціалізована школа-інтернат ІІІ ступеня «Юнкерське училище»» Харківської обласної ради в Комунальний заклад «Ліцей з посиленою військово-фізичною підготовкою «Патріот» Харківської обласної ради.
Рішенням сесії Харківської обласної ради від 05.03.2015 року було задоволено клопотання про перейменування закладу та зміни його типу.
З ініціативи керівництва закладу та за підтримки Харківської обласної державної адміністрації в особі Департаменту науки і освіти в ліцеї створені всі необхідні умови для навчання та гармонійного розвитку особистості. На навчання приймаються юнаки, які виявили бажання стати офіцерами Збройних Сил України, закінчили дев'ятий клас, витримали вступні випробування та за станом здоров'я здатні навчатися у ліцеї з посиленою військово-фізичною підготовкою.
Серед вихованців ліцею 23% - це пільговий контингент: діти-сироти, діти, які залишилися без опіки батьків, діти, батьки яких були учасниками ліквідації наслідків Чорнобильської катастрофи або загинули при виконанні службових обов’язків, юнаки з багатодітних сімей. Після вступу для всіх вихованців ліцей стає і навчальним закладом, і домівкою.